# برایان نورتون
 برایان نورتون (انگلیسی: Brian Norton؛ زاده ۱۰ اکتبر ۱۸۹۹ درگذشته ۱۶ ژوئیهٔ ۱۹۵۶) یک تنیس‌باز اهل آفریقای جنوبی بود.